# چهارطاقی ساسانی آغمیون
چهارطاقی ساسانی آغمیون مربوط به دوره ساسانیان است که در شهرستان سرآب، بخش مرکزی، روستای آغمیون جای گرفته‌است. این اثر در تاریخ ۱ فروردین ۱۳۴۷ با شمارهٔ ثبت ۷۹۴ به‌عنوان یکی از آثار ملی ایران به ثبت رسیده‌است.
این چهارطاقی که در ۱۲ کیلومتری شمال خاوری شهر سرآب قرار دارد، دارای گنبدی از قلوه سنگ با ملاط آهک به بلندای یک متر و نیم است. بنای آن که دارای ورودی بلندی است از سنگ قلوه و تراشیده ساخته شده؛ بلندی اصل بنا به جز گنبد آن ۴ متر و مساحت درونی آن ۱۶ متر مربع است.
ساختمان چهارطاقی همانندی کامل به معماری دوره ساسانیان دارد. در درون این چهارطاقی گوری دیده می‌شود که در روی آن تاریخ ۷۰۸ هجری قمری نگاشته شده‌است.